# 佐藤久朋
佐藤 久朋（さとう ひさとも）は、宮城テレビ 常務取締役 総務局・子会社 担当。ミヤギテレビサービス 非常勤取締役。

## 経歴
- 宮城県仙台市出身。
- 宮城県仙台第二高等学校、東北学院大学経済学部を卒業。
- 1981年 宮城テレビに入社。業務局業務部
- 1984年 東京支社 業務部
- 1988年 営業局 営業部
- 1993年 総務局 経理部
- 2003年 経理局 経理部
- 2008年 経営推進局次長・人事室長
- 2011年7月 報道制作局長・アナウンス部長
- 2012年7月 報道制作局長
- 2014年6月22日 取締役 報道制作局長
- 2016年6月 取締役 編成業務局長・コンテンツ審査室長
- 2017年6月 取締役 経営推進局・労務・子会社 担当
- 2018年7月5日 取締役 総務局・子会社 担当
- 2019年6月21日 常務取締役 総務局・子会社 担当